# OR56B4
OR56B4 (англ. Olfactory receptor family 56 subfamily B member 4) – білок, який кодується однойменним геном, розташованим у людей на короткому плечі 11-ї хромосоми. Довжина поліпептидного ланцюга білка становить 319 амінокислот, а молекулярна маса — 35 454.
| 10         |  | 20         |  | 30         |  | 40         |  | 50         |
| ---------- |  | ---------- |  | ---------- |  | ---------- |  | ---------- |
| MDTSTSVTYD |  | SSLQISQFIL |  | MGLPGIHEWQ |  | HWLSLPLTLL |  | YLLALGANLL |
| IIITIQHETV |  | LHEPMYHLLG |  | ILAVVDIGLA |  | TTIMPKILAI |  | FWFDAKAISL |
| PMCFAQIYAI |  | HCFFCIESGI |  | FLCMAVDRYI |  | AICRPLQYPS |  | IVTKAFVFKA |
| TGFIMLRNGL |  | LTIPVPILAA |  | QRHYCSRNEI |  | EHCLCSNLGV |  | ISLACDDITV |
| NKFYQLMLAW |  | VLVGSDMALV |  | FSSYAVILHS |  | VLRLNSAEAM |  | SKALSTCSSH |
| LILILFHTGI |  | IVLSVTHLAE |  | KKIPLIPVFL |  | NVLHNVIPPA |  | LNPLACALRM |
| HKLRLGFQRL |  | LGLGQDVSK  |  |            |  |            |  |            |

A: Аланін

C: Цистеїн

D: Аспарагінова кислота

E: Глутамінова кислота

F: Фенілаланін

G: Гліцин

H: Гістидин

I: Ізолейцин

K: Лізин

L: Лейцин

M: Метіонін

N: Аспарагін

P: Пролін

Q: Глутамін

R: Аргінін

S: Серин

T: Треонін

V: Валін

W: Триптофан

Кодований геном білок за функціями належить до рецепторів, g-білокспряжених рецепторів, білків внутрішньоклітинного сигналінгу. 
Локалізований у клітинній мембрані.